# Aaron Rufer
Aaron Rufer (* 11. Dezember 1995) ist ein deutscher Schauspieler.

## Leben
Rufer hat deutsche, spanische und philippinische Wurzeln, wuchs in München auf und zog im Alter von 18 Jahren nach Berlin und anschließend nach Köln. Mit sechs Jahren begann er mit dem Schachspielen und schloss sich mit neun Jahren dem Schachklub BC Aichach an. Er qualifizierte sich 2005 mit seinen Teamkameraden für die Schwäbische Schachmeisterschaft. 
Von 2015 bis 2016 spielte in der Rolle des Yanick Bischoff bei Köln 50667. 2017 übernahm er in der Lindenstraße als Nachfolger von Mohamed Issa die Rolle des Jamal Bakkoush, die er bis 2020 übernahm spielte. Von 2018 bis 2021 verkörperte er in der Scripted-Reality-Soap Krass Schule – Die jungen Lehrer den Schüler Rocco Berger, der mit einem Intelligenzquotienten von 140 als „Genie der Serie“ gezeichnet wurde.

## Filmografie
- 2015–2016: Köln 50667 (Fernsehserie, 365 Episoden)
- 2017: Blake (Kurzfilm)
- 2017–2020: Lindenstraße (Fernsehserie, 125 Episoden)
- 2018: In einem Moment (Kurzfilm)
- 2018–2021: Krass Schule – Die jungen Lehrer (Fernsehserie, 306 Episoden)
- 2019: Curiosity killed the Cat (Ausbildungsproduktion)
- 2019: Lucky Bastard (Ausbildungsproduktion)